# Nikólaos Mikhaloliakos
Nikólaos Gueorguiu Mikhaloliakos - (grec) Νικόλαος Γεωργίου Μιχαλολιάκος - (16 de desembre de 1957, Atenes, Grècia) és un polític grec, líder del partit Alba Daurada.

## Biografia
Mikhaloliakos estudià a la Universitat d'Atenes, on es llicencià en Ciències Matemàtiques. Està casat amb Eleni Zarúlia, anomenada l'Eva Braun grega, amb qui fa 25 anys que és casat, i amb qui té una filla: Urània Mikhaloliaku. Tant la seva dona com la seva filla són també membres d'Alba Daurada. Mikhaloliakos és germà de Takis Mikhalolias, prominent advocat grec conegut pel cas Koskotas i que en algunes ocasions ha defensat membres del partit del seu germà.

## Activitat política
Amb 16 anys ja fou membre del partit "4 d'agost", una organització fundada pel teòric del neofeixisme grec Kostas Plevris el 1969 i que intentava restablir a Grècia un règim com l'instaurat per Ioannis Metaxàs el 4 d'agost de 1936 i que significà el començament del període feixista a Grècia. Simultàniament compaginava aquesta activitat amb la seva participació com a membre dels comitès de la lluita dels unionistes (ESEA), nacionalistes grecs que lluitaven per l'annexió de Xipre a Grècia.
El juliol de 1974 fou arrestat per participar en les manifestacions de protesta per la invasió turca de la zona nord de Xipre i el desembre de 1976 fou detingut per participar en les agressions als periodistes que informaven sobre el funeral del torturador del règim dels coronels Evànguelos Mal·lios. Entrà a la presó de Koridal·los, on hi estigué dos mesos, però no arribà a ser jutjat. Més endavant entrà a l'exèrcit i acabà formant part del cos de paracaigudistes.
Poc després fou detingut de nou per participar en activitats subversives i fou internat en una presó militar. El gener de 1979 tornà a ser detingut i fou sentenciat a 13 mesos de presó militar per possessió d'armes i d'explosius; l'estiu d'aquell mateix any fou alliberat. Hi ha testimonis que en les seves declaracions donà els noms dels seus col·laboradors, que foren condemnats a penes d'entre 5 i 12 anys, mentre que la seva es reduí a 13 mesos.
Després es reincorporà a l'exèrcit, però a les acaballes de 1980 l'abandonà per centrar-se en les seves activitats polítiques. El 1984 fou escollit líder de les joventuts del partit EPEN de Guiorguios Papadopulos i aconseguí que aquella formació d'ultra-dreta obtingués el 8% dels vots a les eleccions a la regió d'Àtica. Malgrat aquell triomf, tres mesos després abandonà el partit per conflictes amb la jerarquia. Dos anys més tard reprengué el projecte Alba Daurada, que ja havia iniciat el 1980, i el projectà a l'escena política nacional.
Des d'aleshores Mikhaloliakos ha estat el líder del partit, que ha dirigit amb mà de ferro. Alhora que lidera políticament Alba Daurada, Mikhaloliakos també escriu llibres, com col·leccions de poemes (La confessió d'un nacionalista), assajos polítics (Per una gran Grècia en una Europa lliure), estudis en profunditat de personatges històrics (Periklís Ginnópulos: La paraula apol·línia) i cròniques de l'evolució del partit (Enemics del sistema).

## Sentència
El 14 d'octubre de 2019 va ser condemnat a tretze anys de presó juntament amb cinc diputats del partit neonazi Alba Daurada acusats de dirigir una organització criminal.

El tribunal també va sentenciar a Giorgios Roupakias, membre d'Alba Daurada, a una pena de presó perpètua per l'assassinat del raper antifeixista Pavlos Fyssas el 2013.